# Adenomera lutzi
Adenomera lutzi es una especie de anfibio anuro de la familia de los leptodactílidos. Es endémica del oeste de Guyana.